# Acutotyphlops infralabialis
Acutotyphlops infralabialis är en ormart som beskrevs av Waite 1918. Acutotyphlops infralabialis ingår i släktet Acutotyphlops och familjen maskormar. Inga underarter finns listade i Catalogue of Life.
Arten förekommer på Salomonöarna. Honor lägger ägg.